# دونگا برسنیتسا
دونگا برسنیتسا (به صربی: Donja Bresnica) یک منطقهٔ مسکونی در صربستان است که در پروکوپلیه واقع شده‌است. دونگا برسنیتسا ۲۱۹ نفر جمعیت دارد.